# Ernie Beck
Ernest Joseph „Ernie” Beck (ur. 11 grudnia 1931 w Filadelfii, zm. 12 grudnia 2024) – amerykański koszykarz, występujący na pozycjach obrońcy lub skrzydłowego, mistrz NBA (1956).
Podczas rozgrywek 1954/1955 miał przerwę w grze z powodu służby w marynarce wojennej USA.

## Osiągnięcia
NCAA
- Uczestnik rozgrywek Sweet 16 turnieju NCAA (1953)
- Mistrz sezonu regularnego Ivy League (1953)
- Zaliczony do I składu All-American (1953)
- Lider NCAA w zbiórkach (1951)

NBA
- Mistrz NBA (1956)[2]